# 气旋伊尼戈
強烈熱帶氣旋伊尼戈英語： 是與氣旋格溫達持平并成為澳洲地區熱帶氣旋季有記錄以來氣壓最強烈的氣旋，氣旋馬希納可能除外。 伊尼戈從2003年3月下旬穿越印度尼西亞東部的熱帶低氣壓發展而成。伊尼戈於4月1日成為命名熱帶氣旋，並在向西南方向移動時迅速增強，4月4日達到最低中心氣壓900毫巴。一股正在逼近的低壓槽削弱了氣旋並將其轉向東南方，4月8日，伊尼戈以最小熱帶風暴的形式在西澳大利亞登陸後消散。
前身擾動为使印度尼西亞東部带来了滂沱大雨，造成大面積洪水和泥石流。受災最嚴重的是弗洛勒斯岛，但據報導，西帝汶和松巴島也受到了破壞。洪水和泥石流損壞或摧毀了數以千計的房屋，迫使許多人離開家園。據報導，與伊尼戈有關的總共58人死亡，作為擾動。在澳大利亞，伊尼戈產生了局部性的強降雨，但幾乎造成了较小的破壞。

## 氣象歷史
3月26日，巴布亞新幾內亞附近的近赤道低壓槽內出現了一個擾動天氣區。最初位於東風切變區域內，由於其南部存在高壓脊使它向西移動，並3月27日在西新幾內亞上空形成低壓區。雷暴活動隨著穿越到阿拉弗拉海的中層環流而增加，其整體組織繼續增加。 3月29日，可以看到低層環流，但由於風切變和與印度尼西亞群島島嶼的陸地相互作用阻止了熱帶發展。系統於3月30日發展為熱帶低氣壓。轉向西南後，熱帶低氣壓於3月31日穿過弗洛勒斯岛；穿過後，風暴的對流大大的增加，這是由於上層分歧增加，在弗洛勒斯和帝汶產生了強降雨。 4月1日，隨著系統進入薩武海，風切變減弱，風暴在松巴島東北部發展為熱帶氣旋。
4月1日协调世界时12:00點，聯合颱風警报中心發布了關於該系統的第一報，將其歸類為熱帶氣旋26S。 4月2日(也就是协调世界时時間)00:00，澳洲氣象局珀斯預警中心將該系統歸類為熱帶氣旋伊尼戈。. 在低風切變和強烈背對流的幫助下，風暴在向西南方向移動時迅速增強。逐漸有組織的風眼。4月3日早些時候，英國氣象局將伊尼戈歸類為強熱帶氣旋，風速為80英里/小時（130公里/小時）。.當天晚些時候，氣旋迅速增強，風眼變得越來越清晰。 4月4日，伊尼戈達到澳大利亞氣旋等级的五級狀態，在协调世界时時間 0600 時，伊尼戈達到了240公里/小時（150英里/小時）的峰值風速和估計最低气壓为900毫巴，同時位於西澳大利亞昂斯洛以北約950公里（590英里）處。大約在同一時間，聯合颱風預警中心將伊尼戈評估為一個強大的氣旋，風速為1分鐘，風速為260公里/小時（160英里/小時）。.伊尼戈的最低氣壓為900毫巴，與1998-1999年澳洲地区气旋季的氣旋格溫達持平，成為澳大利亞氣旋地區有記錄以來最強烈的熱帶氣旋。

在達到峰值強度時，伊尼戈維持了直徑32公里（20英里）的眼牆。 4月4日晚，一個接近的高空槽增加了系統上空的風切變，導致了穩定減弱的趨勢。 4月5日，風眼中充滿了雲層，當天晚些時候氣旋到達最西點，隨後接近的低壓槽將其轉向東南。 到4月7日，其風速降至强熱帶氣旋狀態以下，或低於120公里/小時（75英里/小時）。對流繼續減弱，使中心暴露在對流中，因為它於4月8日早些時候在西澳大利亞皮尔布拉地區登陸。上岸後，伊尼戈的風速約為75公里/小時（45英里/小時）。 伊尼戈上岸後12小時內環流消散。

## 影響
| 排名             | 名称   | 年份 | 最低气压 毫巴（百帕） |
| ---------------- | ------ | ---- | --------------------- |
| 1                | 格温达 | 1999 | 900                   |
| 1                | 伊尼戈 | 2003 | 900                   |
| 3                | 乔治   | 2007 | 902                   |
| 4                | 奥森   | 1989 | 904                   |
| 5                | 馬库斯 | 2018 | 905                   |
| 6                | 西奥多 | 1994 | 910                   |
| 6                | 万斯   | 1999 | 910                   |
| 6                | 费伊   | 2004 | 910                   |
| 6                | 格伦达 | 2006 | 910                   |
| 来源：澳洲气象局 |        |      |                       |

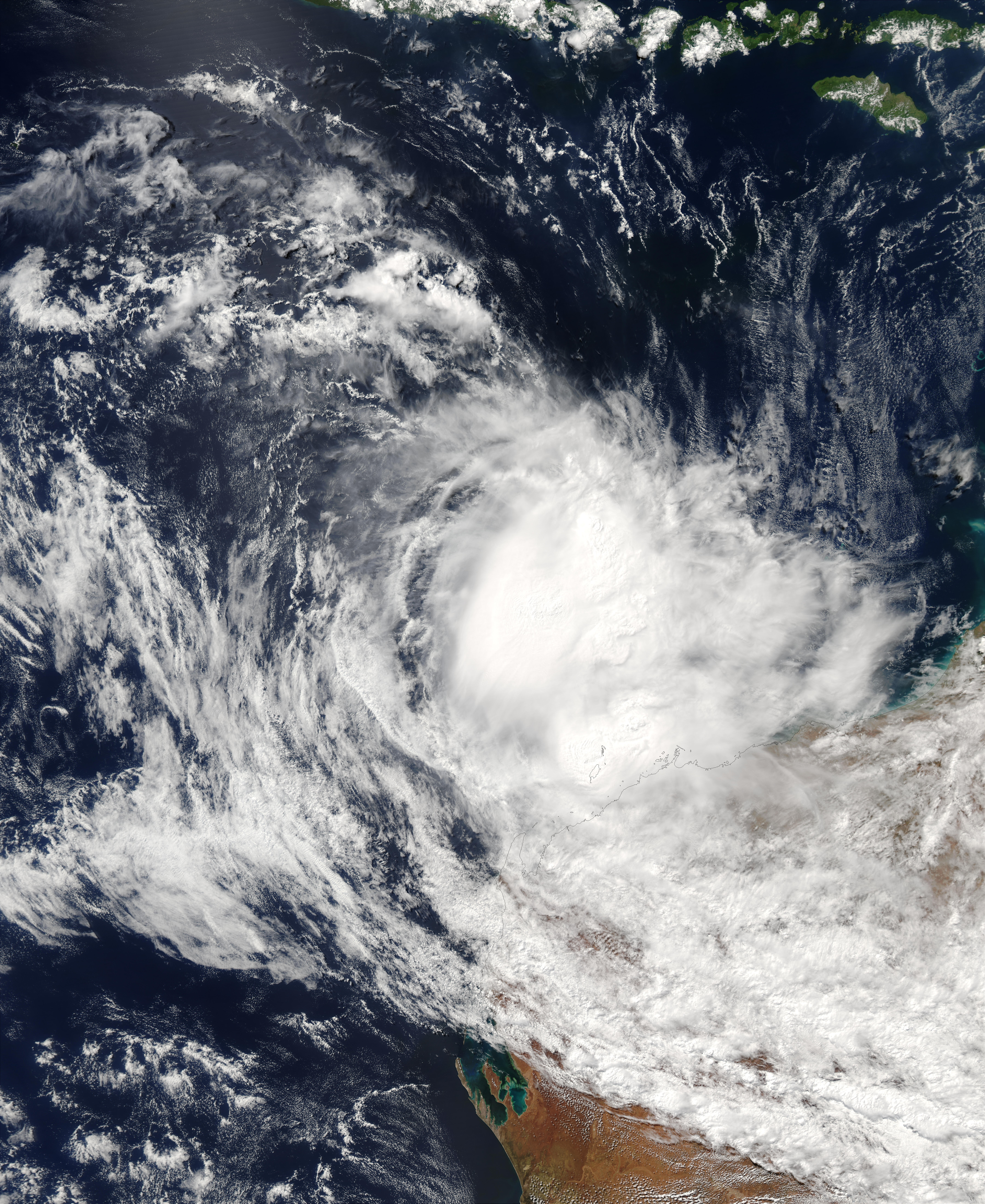
伊尼戈於4月7日接近西澳大利亞

前兆熱帶擾動使印度尼西亞東部降雨量減少。。在弗洛勒斯岛上，拉蘭圖卡在24小時內記錄了223毫米（8.78英寸）。降雨造成山洪暴发和泥石流，主要發生在弗洛勒斯，但也發生在西帝汶.河松巴島。 在一些地方，洪水的深度達到了5米（16英尺）。西帝汶的奧索河超過了河岸，淹沒了七個村莊。在西帝汶的古邦，該系統摧毀了數百座房屋和大片玉米、豆類和水稻作物。據報告，恩德附近遭到嚴重破壞，洪水和泥石流摧毀了20座房屋，並摧毀了連接東弗洛雷斯的道路。 在恩德，共有294只動物因此而死亡。. 该城市的機場被一米（3英尺）深的水淹沒，阻礙了空中運輸，並使這座城市暫時與世隔絕。在弗洛勒斯島東部的東弗洛雷斯攝政區，該系統造成75座房屋被毀，77座嚴重受損，另有56座受到輕微損壞。印度尼西亞的損失總額不到600萬美元（2003年美元，2007年680萬美元）。報告了102人受傷。2004年，世界氣象組織熱帶氣旋委員會的印度尼西亞代表報告了與印度尼西亞災難有關的死亡人數為58人。
此外，前兆擾動沿海岸線產生波濤洶湧的海面，導致12艘帆船沉沒。 據報導，在4月3日氣旋伊尼戈經過他們所在位置後，兩艘船在松巴島西南部失踪，每艘船有5至8人。
伊尼戈以较弱的弱熱帶氣旋的形式在澳大利亞上岸，但有幾個地方報告說風力接近大風。風暴在其登陸地點附近降了小到中等降水，最大降雨量為226毫米（8.90英寸），其中128毫米（5.04英寸）的降雨在80分鐘內下了下来。該國沒有人員傷亡或重大損失的報告。

## 善後
風暴經過印度尼西亞後不久，當地政府和紅十字會官員向風暴受害者分發了援助，包括食物、藥品、清潔水和床墊；此外，政府還提供了大約4億美元（2003年印度尼西亚盾，2003年50,000美元）。受影響的公民居住在臨時避難所，包括學校、警察局和地方政府建造的避難所。官員們部署了機器清除受山體滑坡影響的道路上的碎片。
由於對該些地區造成的破壞，伊尼戈 這個名字在使用後就被除名。以後将不再使用。當局以 伊吉 作为替补，於2012年首次使用。